# Funkcionalna skupina
Funkcionálna skupína sta v organski kemiji atom ali skupina atomov znotraj molekule, ki določata značilnosti reakcij molekule, katere del sta.
Organske spojine so sestavljene iz relativno nereaktivne osnovne strukture, na primer verige sp3 hibridiziranih ogljikovih atomov, in ene ali več funkcionalnih skupin. Funkcionalna skupina ima podobne kemijske lastnosti, čeprav se pojavlja v različnih spojinah, zato določa fizikalne in kemijske lastnosti celega razreda organskih spojin. Na reaktivnost funkcionalne skupine lahko vplivajo bližnje funkcionalne skupine. 
Atomi funkcionalne skupine so med seboj in na ostali del molekule vedno vezani s kovalentnimi vezmi. Kadar je vez z ostalim delom molekule pretežno ionska, je pravilneje govoriti o večatomnem ali kompleksnem ionu. 
Sistem poimenovanja organskih spojin  temelji na kombinaciji imena funkcionalne skupine in imena ostalega dela molekule. V starejši literaturi se prvi ogljikov atom za atomom, na katerega je vezana funkcionalna skupina, imenuje α-ogljikov atom, drugi β-, tretji γ- itd. Nomenklatura  IUPAC namesto tega predpisuje številčenje ogljikovih atomov: številko ena ima ogljikov atom v funkcionalni skupini, če funkcionalna skupina nima ogljikovega atoma pa ogljikov atom, na katerega je skupina vezana. Če je v spojini več funkcionalnih skupin, je številčenje odvisno od njihove prioritete. 

## Pogoste funkcionalne skupine
Spodaj je tabela pogostih funkcionalnih skupin. Simbol R oz. R' označuje vezan vodikov atom ali ogljikovodikovo stransko verigo.

### Ogljikovodiki
Lastnosti temeljijo na številu π-vezi. Vse izmed spodnjih skupin vsebujejo C-H vezi, vendar se vsaka od drugih razlikuje po reaktivnosti.
| Razred spojin   | Skupina (radikal) | Formula      | Strukturna formula | Predpona | Pripona               | Zgled                         |
| --------------- | ----------------- | ------------ | ------------------ | -------- | --------------------- | ----------------------------- |
| Alkan           | Alkil             | RH           | Alkil              | alkil-   | -an                   | Etan                          |
| Alken           | Alkenil           | R2C=CR2      | Alken              | alkenil- | -en                   | Etilen (Eten)                 |
| Alkin           | Alkinil           | RC≡CR'       | Alkin              | alkinil- | -in                   | Acetilen (Etin)               |
| Derivat benzena | Fenil             | RC6H5 RPh    | Fenil              | fenil-   | -benzen               | Kumen (2-fenilpropan)         |
| Derivat toluena | Benzil            | RCH2C6H5 RBn | Benzyl             | benzil-  | 1-(substituent)toluen | Benzil bromid (1-Bromotoluen) |

### Skupine s halogeni
Definira jih vezava ogljika s halogenom.
| Razred spojin | Skupina (radikal) | Formula | Strukturna formula | Predpona | Pripona       | Zgled                       |
| ------------- | ----------------- | ------- | ------------------ | -------- | ------------- | --------------------------- |
| haloalkan     | halo              | RX      | Halidna skupina    | halo-    | alkil halid   | Kloroetan (Etil klorid)     |
| fluoroalkan   | fluoro            | RF      | Fluorova skupina   | fluoro-  | alkil fluorid | Fluorometan (Metil fluorid) |
| kloroalkan    | kloro             | RCl     | Klorova skupina    | kloro-   | alkil klorid  | Klorometan (Metil klorid)   |
| bromoalkan    | bromo             | RBr     | Bromova skupina    | bromo-   | alkil bromid  | Bromometan (Metil bromid)   |
| jodoalkan     | jodo              | RI      | Iodo group         | jodo-    | alkil jodid   | Jodometan (Metil jodid)     |

### Skupine s kisikom
Reaktivnost spojin s C-O vezmi je odvisna od položaja in hibridizacije te vezi.
| Razred spojin       | Skupina (radikal) | Formula | Strukturna formula        | Predpona      | Pripona            | Zgled                              |
| ------------------- | ----------------- | ------- | ------------------------- | ------------- | ------------------ | ---------------------------------- |
| Acil halid          | Haloformil        | RCOX    | Acil halid                | haloformil-   | -oil halid         | Acetil klorid (Ethanoil klorid)    |
| Alkohol             | Hidroksil         | ROH     | Hidroksil                 | hidroksi-     | -ol                | Metanol                            |
| Keton               | Karbonil          | RCOR'   | Keton                     | keto-, okso-  | -on                | Metil etil keton (Butanon)         |
| Aldehid             | Aldehid           | RCHO    | Aldehid                   | aldo-         | -al                | Acetaldehid (Etanal)               |
| Karbonat            | Karbonatni ester  | ROCOOR  | Karbonat                  |               | alkil karbonat     |                                    |
| Karboksilat         | Karboksilat       | RCOO−   | Karboksilat · Karboksilat | karboksi-     | -oat               | Natrijev acetat (Natrijev etanoat) |
| Karboksilna kislina | Karboksil         | RCOOH   | Karboksilna kislina       | karboksi-     | -oična kislina     | Acetilna kislina (Karboksiacetat)  |
| Eter                | Eter              | ROR'    | Eter                      | alkoksi-      | alkil alkil eter   | Dietil eter (Etoksietan)           |
| Ester               | Ester             | RCOOR'  | Ester                     |               | alkil alkanoat     | Etil butirat (Etil butanoat)       |
| Hidroperoksid       | Hidroperoksi      | ROOH    | Hidroperoksi              | hidroperoksi- | alkl hidroperoksid | Metil etil keton peroksid          |
| Peroksid            | Peroksi           | ROOR    | Peroksi                   | peroksi-      | alkil peroksid     | Di-tert-butil peroksid             |

### Skupine z dušikom
Skupine, ki vsebujejo dušik, lahko v tem razredu spojin vsebujejo tudi spojine z vezjo C-O, na primer amide.
| Razred spojin     | Skupina (radikal)         | Formula        | Strukturna formula                                  | Predpona                                                                   | Pripona                   | Primer                                                 |
| ----------------- | ------------------------- | -------------- | --------------------------------------------------- | -------------------------------------------------------------------------- | ------------------------- | ------------------------------------------------------ |
| Amid              | Karboksamid               | RCONR2         | Amid                                                | karboksamido-                                                              | -amid                     | Acetamid (Etanamid)                                    |
| Amini             | Primarni amini            | RNH2           | Primarni amin                                       | amino-                                                                     | -amin                     | Metilamin (Metanamin)                                  |
| Amini             | Sekundarni amin           | R2NH           | Sekundarni amin                                     | amino-                                                                     | -amin                     | Dimetilamin                                            |
| Amini             | Terciarni amin            | R3N            | Terciarni amin                                      | amino-                                                                     | -amin                     | Trimetilamin                                           |
| Amini             | Kvarterni amonijev kation | R4N+           | Quaternary ammonium cation                          | amonijev-                                                                  | -amonij                   | Holin                                                  |
| Imin              | Primarni ketimin          | RC(=NH)R'      | Imin                                                | imino-                                                                     | -imin                     |                                                        |
| Imin              | Sekundarni ketimin        | RC(=NR')R'     | Imin                                                | imino-                                                                     | -imin                     |                                                        |
| Imin              | Primarni aldimin          | RC(=NH)H       | Imin                                                | imino-                                                                     | -imin                     |                                                        |
| Imin              | Sekundarni aldimin        | RC(=NR')H      | Imin                                                | imino-                                                                     | -imin                     |                                                        |
| Imid              | Imid                      | RC(=O)NC(=O)R' | Imid                                                | imido-                                                                     | -imid                     |                                                        |
| Azid              | Azid                      | RN3            | Azid                                                | azido-                                                                     | alkil azid                | Fenil azid (Azidobenzen)                               |
| Azo spojina       | Azo (Diimide)             | RN2R'          | Azo.pngl                                            | azo-                                                                       | -diazen                   | Metiloranž (p-dimetilamino-azobenzensulfonska kislina) |
| Cianati           | Cianat                    | ROCN           | Cianat                                              | cianato-                                                                   | alkil cianat              | Metil cianat                                           |
| Cianati           | Izocianid                 | RNC            | Izocianid                                           | izociano-                                                                  | alkil izocianid           |                                                        |
| Izocianati        | Izocianat                 | RNCO           | Izocianat                                           | izocianato-                                                                | alkil izocianat           | Metil izocianat                                        |
| Izocianati        | Izotiocianat              | RNCS           | Izotiocianat                                        | izotiocianato-                                                             | alkil izocianat           | Alil izocianat                                         |
| Nitrat            | Nitrat                    | RONO2          | Nitrat                                              | nitrooksi-, nitroksi-                                                      | aklil nitrat              | Amil nitrat (1-nitrooksipentan)                        |
| Nitril            | Nitril                    | RCN            | Nitril                                              | ciano-                                                                     | alkan nitril alkil cianid | Benzonitril (Fenil cianid)                             |
| Nitrit            | Nitrooksi                 | RONO           | Nitrit                                              | nitrooksi-                                                                 | alkil nitrit              | Izoamil nitrit (3-metil-1-nitrozooksibutan)            |
| Nitro spojina     | Nitro                     | RNO2           | Nitro                                               | nitro-                                                                     |                           | Nitrometan                                             |
| Nitrozo spojina   | Nitrozo                   | RNO            | Nitrozo                                             | nitrozo-                                                                   |                           | Nitrozobenzen                                          |
| Derivati piridina | Piridil                   | RC5H4N         | 4-pyridyl group · 3-pyridyl group · 2-pyridyl group | 4-piridil (piridin-4-il) 3-piridil (piridin-3-il) 2-piridil (piridin-2-il) | -piridin                  | Nikotin                                                |